# 王菲
王 菲（フェイ・ウォン、Faye Wong、1969年8月8日 - ）は、中国出身の香港の歌手、女優。

## 経歴
1969年8月8日、 北京協和医院生まれ。生まれた当時は母の姓を取り「夏林（拼音: Xià Lín, シィア・リン）」と名づけられたが、14歳のとき、父の姓を取り「王菲」と改名。高校で歌を始め、北京で数本のカセットテープを発売した。
高校を卒業後香港へ移住。当初は海外へ留学するための経由地として香港へ移住したが、新しくやって来た移民は1年間香港から出国することが出来ない制度があったため、留学を断念し歌を習い始める。その歌の先生に勧められ、シネポリー・レコードのオーディションを受け、合格。1989年に王靖雯（Shirley Wong（シャーリー・ウォン））の名で歌手デビューを果たす。当時のキャッチフレーズは“北京からやってきた女の子”。3枚のアルバムを発表したが、大きなヒットもなく、香港の音楽業界のシステムに馴染めなかった彼女は、1991年から1992年までの約半年間アメリカ合衆国に留学する。
シネポリー・レコードとの契約が1枚残っていた彼女は、1992年香港に戻り、アルバム 『Coming Home』を制作、発表。この時、英語名を本名に近いFaye Wongと改名。『Coming Home』の収録曲 「容易受傷的女人」（邦題：「傷つきやすい女」、中島みゆきが作詞・作曲をし、ちあきなおみに提供した「ルージュ」のカヴァー）は爆発的ヒットを記録、その年の香港の音楽賞を総なめにした。1994年には初めて母語である北京語のアルバム 『迷』（邦題：恋のパズル）を発表。台湾、東南アジアへの進出を果たした。同年に中文名を本名の王菲にし、それ以降本名で活動している。

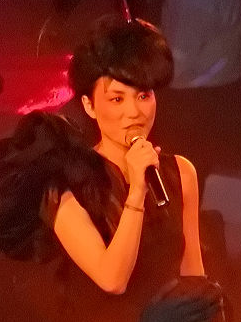
王菲、2003年

主な活動拠点は香港で、ギネスブックにも「広東語のアルバム累計売り上げ」で世界一と認定されている。中国語圏のみならずアジア圏を代表する歌手の一人ともいわれ、愛與痛的邊緣など大ヒット曲にも恵まれ、香港では第二のテレサ・テンとも呼ばれる。
日本では、主演した映画『恋する惑星』がミニシアターでロングラン上映となる大ヒットをしたことにより、まず女優として一躍知名度を上げた。その後、プレイステーション用ゲームソフト『ファイナルファンタジーVIII』の主題歌「Eyes On Me」や、関西方面でJ-PHONE（現SoftBank）のキャラクターを務めた事、フジテレビ系のテレビドラマ『ウソコイ』に主演し主題歌「Separate Ways」を歌ったことでも知られる。特に「Eyes On Me」は50万枚の売り上げを記録し、オリコン総合シングルチャート最高位9位（洋楽チャートでは19週連続1位）を記録。第14回日本ゴールドディスク大賞では洋楽部門のソング・オブ・ザ・イヤーを、第41回日本レコード大賞ではアジア音楽賞を受賞した。また1999年3月には、日本国外を拠点としている中国人アーティストとしては初めて日本武道館でコンサートを行った（大陸中国人以外としては、当時イギリス統治下香港出身のアグネス・チャンが1978年に行っているのが初）。
私生活では、1996年に中国のロックバンド「黒豹」の元ボーカル、竇唯（ドウ・ウェイ）と結婚し、長女の竇靖童（リア・ドウ）をもうけたが、1999年に離婚。その後香港の俳優で歌手、11歳年下のニコラス・ツェー（謝霆鋒）と交際していたが2003年末に破局。2005年に中国の俳優、リー・ヤーポン（李亜鵬）と再婚した。
リー・ヤーポンと再婚した後は仕事をセーブしていたが2010年に復帰。2006年5月に出産した次女の李嫣（リー・イエン）が重度の口唇裂であったことを公表、同じ障害に苦しむ貧しい子供たちの為の『嫣然天使基金』を（当時の）夫と共に立ち上げ、話題になった。2013年9月にリー・ヤーポンとの離婚を発表。

## ディスコグラフィー

### オリジナルアルバム

#### Cinepoly Records
- 1989年『王靖雯』 - 日本盤未発売
- 1990年『Everything』 - 日本盤未発売
- 1990年『You're the Only One』 - 日本盤未発売
- 1992年『Coming Home』
- 1993年『悔やまぬ心で（原題：執迷不悔）』
- 1993年『十万回のなぜ（十萬個為什麼）』
- 1994年『恋のパズル（迷）』
- 1994年『夢遊（胡思亂想）』
- 1994年『天空』
- 1994年『背影（討好自己）』
- 1995年『マイ・フェイヴァリット（菲靡靡之音）』 - テレサ・テンのトリビュート・アルバム
- 1995年『Di-Dar』
- 1996年『アンサイティー（浮躁）』 - 『胡思亂想』にカバー曲を収録したのが縁で、イギリスのロックバンド、コクトー・ツインズから2曲プロデュースを受けている（「分裂」と「掃興」）。

#### EMI Records
- 1997年『フェイ・ウォン（王菲）』- 収録曲「人間」は中島みゆきが提供した楽曲（作詞は林夕）。中島も後に自身のアルバム『わたしの子供になりなさい』で「清流」とタイトルを変え、そして日本語詞を自ら書きセルフカバーしている。また「娯樂場」はコクトー・ツインズが提供した楽曲である（作詞は林夕）。
- 1998年『チャン・ヨウ〜歌あそび〜（唱遊）』
- 1999年『ラヴァーズ・アンド・ストレンジャーズ（只愛陌生人）』
- 2000年『フェイブル（寓言）』
- 2001年『光の翼（王菲）』

#### Sony Records
- 2003年『將愛』 - 日本盤未発売

浮躁音樂
- 2015年『敷衍』 - 日本盤未発売

### ミニアルバム
- 1993年『如風 Autumn Version』 - 日本盤未発売
- 1994年『Faye Disc』 - 日本盤未発売
- 1995年『一人分飾兩角』 - 日本盤未発売
- 1997年『玩具』 - 日本盤未発売
- 1997年『自便』 - 日本盤未発売

### ライブアルバム
- 1995年『フェイ・ウォン・ライヴ・イン・コンサート（王菲最精彩的演唱會）』 - 1994年12月22日から1995年1月8日に開催したコンサートを収録（Cinepoly Records）
- 1999年『フェイ・ウォン香港シーニック・ツアー（唱遊大世界王菲香港演唱會）』 - 1998年から1999年の年越しコンサートを収録（EMI Records）
- 2004年『菲比尋常LIVE!』 - 2003年のクリスマスコンサートを収録（Sony Records、日本盤未発売）

### シングル
- 1994年10月26日『夢遊』（ポリドール）
- 1995年06月25日『夢中人』（ポリドール）
- 1999年02月24日『Eyes On Me』（東芝EMI）
- 2001年07月25日『Separate Ways』（東芝EMI）

### ベストアルバム
- 1997年『菲賣品』（ニュートーラス）
- 1998年『ダブルベスト 王菲89>97’32精選』（ニュートーラス）
- 1999年『ザ・ベスト・オブ・ベスト』（ポリドール）
- 1999年『バラード・コレクション』（ポリドール）
- 2001年『夢中人〜グレイテスト・ヒッツ』（ユニバーサル）
- 2002年『ザ・モスト・フェイヴァリット・フェイ~グレイテスト・ヒッツ』（東芝EMI）

### リミックスアルバム
- 1999年『パーティ・ミックス』（ポリドール）

## 出演作品

### 映画
- 1991年『BEYOND 日記之莫欺少年窮』（日本未公開）
- 1994年『恋する惑星』（原題：重慶森林） - 彼女はこの作品でストックホルム国際映画祭・最優秀主演女優賞を受賞。全米公開もされた。劇中歌 '夢中人'（クランベリーズ「ドリームズ」のカバー）がスマッシュヒット。
- 2000年『恋戦。OKINAWA Rendez-vous（中国語版）』（原題：戀戰沖繩）
- 2002年『天下無雙』（日本未公開）
- 2004年『2046』（原題：2046）
- 2004年『大城小事』（日本未公開）

### TVドラマ
- 1993年『壹號皇庭2』
- 1993年『原振俠』
- 1994年『千歲情人』
- 2001年『ウソコイ』（日本ドラマ、中井貴一と共演）

### CM
- J-フォン関西（1999年）[5]